# 东外街道
东外街道，是中华人民共和国江西省赣州市章贡区下辖的一个乡镇级行政单位。

## 行政区划
东外街道下辖以下地区：
东外社区、牛岭社区、张家围社区、关刀坪社区、五龙岗社区、营角上社区、渡口路社区、黄屋坪社区、赖家围社区、八零一社区和白云村。